# Студентський гуртожиток

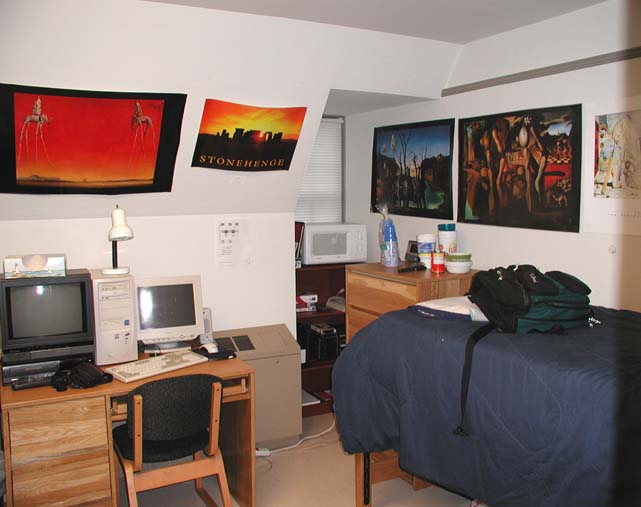
Типова кімната в студентському гуртожитку США

Студе́нтський гурто́житок — будівля при закладах вищої освіти, що призначена для проживання на період навчання іногородніх студентів, слухачів, курсантів, асистентів-стажистів, інтернів, клінічних ординаторів, аспірантів, ад'юнктів, докторантів тощо (далі — студенти), а також студентів з-поміж дітей-сиріт та дітей, позбавлених батьківського піклування, за умови відсутності в них іншого місця проживання. Іноземні громадяни, які навчаються в цьому вищому навчальному закладі, розміщуються в гуртожитках на загальних підставах, якщо інше не передбачено контрактом або іншими нормативно-правовими актами. Вільні кімнати в гуртожитках можуть використовуватися керівництвом вищого навчального закладу за погодженням з органами студентського самоврядування та первинною профспілковою організацією студентів для створення відокремленого готелю. У гуртожитки можуть бути поселені іногородні студенти заочної форми навчання на період проведення екзаменаційної сесії, іногородні абітурієнти на період проведення вступних випробувань, а також абітурієнти з-поміж дітей-сиріт та дітей, позбавлених батьківського піклування, за умови відсутності в них іншого місця проживання.
Поселення студентів до студентських гуртожитків здійснюється рішенням керівника вищого навчального закладу за погодженням з органами студентського самоврядування та первинною профспілковою організацією студентів на підставі ордерів відповідно до Житлового кодексу України. При поселенні укладається угода (контракт) на проживання.
Під гуртожитки надаються спеціально збудовані або перебудовані з цією метою будинки. Не допускається розміщення житлових приміщень для проживання студентів у підвалах, мансардах і цокольних поверхах. Студентські гуртожитки можуть створюватись в орендованих будинках (приміщеннях), що пристосовані під гуртожиток.
Студентські гуртожитки можуть бути об'єднані в студентські містечка.
Гуртожитки можуть бути:
- для проживання окремих осіб (житлові приміщення перебувають у загальному користуванні декількох осіб, які не перебувають між собою в сімейних стосунках);
- для проживання сімей студентів (житлові приміщення, що складаються з однієї або декількох кімнат, перебувають у користуванні однієї сім'ї).

У гуртожитках для проживання окремих осіб у разі потреби можуть виділятися приміщення для проживання студентів, що перебувають у шлюбі. Ці приміщення мають розташовуватись в окремих секціях гуртожитку.
Гуртожитки можуть поділятись на чоловічі, жіночі, загального проживання, пансіонатного або готельного типу, з самообслуговуванням і самоврядуванням залежно від умов проживання, що визначається керівництвом закладу вищої освіти та погоджується з органами студентського самоврядування та первинною профспілковою організацією студентів.
У гуртожитку повинні забезпечуватись необхідні умови для проживання, самостійної навчальної роботи, відпочинку, фізичної культури, виховної роботи. Приміщення санітарно-побутового призначення виділяються та оснащуються згідно з чинними санітарними нормами та правилами утримання гуртожитків.
Розміщення студентів у гуртожитках та виселення з них, умови проживання, права та обов'язки визначаються «Положенням про студентський гуртожиток вищого навчального закладу», розробленим у закладах вищої освіти на основі законодавства України та погоджений з органами студентського самоврядування та первинною профспілковою організацією студентів.
У гуртожитках, де проживають студентські сім'ї з дітьми, мають бути відведені місця для зберігання дитячих візків, іграшок тощо, приміщення для тимчасового перебування дітей та їхніх ігор.
Культурні заходи в гуртожитках здійснюються відповідно до плану, який розробляється органами студентського самоврядування і погоджується з керівництвом закладу вищої освіти. Усі заходи повинні закінчуватись до 23:00.
Вартість місця проживання в гуртожитку складається з вартості його утримання та вартості обов'язкових побутових послуг, що надаються студентам, які проживають у гуртожитку. Конкретний розмір оплати за проживання в гуртожитках установлюється керівництвом закладу вищої освіти і розраховується відповідно до законодавства, тарифів, порядку розрахунків за комунальні послуги залежно від рівня комфортності житла.